# Jan Chudy
Jan Chudy (ur. 30 czerwca 1933 w Wilnie, zm. 12 lutego 2009 w Olsztynie) – polityk polskiego ruchu ludowego, poseł na Sejm PRL IX kadencji, wicewojewoda olsztyński w latach 1981–1985.

## Życiorys
Od 1952 do 1957 pracował w „Samopomocy Chłopskiej”. W 1961 uzyskał tytuł magistra prawa na Uniwersytecie im. Adama Mickiewicza w Poznaniu.
Działał w Związku Młodzieży Wiejskiej RP „Wici”, w Związku Młodzieży Polskiej, a także w Związku Młodzieży Wiejskiej (był w nim sekretarzem olsztyńskiego Zarządu Wojewódzkiego). Był prezesem Wojewódzkiego Komitetu oraz członkiem Naczelnego Komitetu Zjednoczonego Stronnictwa Ludowego. Przez wiele lat zasiadał w Wojewódzkiej Radzie Narodowej. Od 1981 do 1985 był wicewojewodą olsztyńskim. Do Sejmu PRL IX kadencji został wybrany w 1985 w okręgu Olsztyn. Komisje, w których zasiadał w Sejmie:
- Komisja Prac Ustawodawczych,
- Komisja Nadzwyczajna do rozpatrzenia projektu ustawy o zmianach w organizacji naczelnych i centralnych organów administracji państwowej,
- Komisja Nadzwyczajna do rozpatrzenia projektu ustawy o zasadach udziału młodzieży w życiu państwowym, społecznym, gospodarczym i kulturalnym,
- Komisja Nadzwyczajna do rozpatrzenia projektów ustaw związanych z realizacją drugiego etapu reformy gospodarczej,
- Komisja Nadzwyczajna do rozpatrzenia projektu ustawy o zmianie ustawy Ordynacja wyborcza do rad narodowych,
- Komisja Nadzwyczajna do rozpatrzenia projektu ustawy o mieniu komunalnym.

Należał do Ligi Obrony Kraju oraz do Towarzystwa Przyjaźni Polsko-Radzieckiej. W 1974 został wiceprezesem Zarządu Wojewódzkiego Ochotniczej Straży Pożarnej. W latach 1986–1989 był członkiem Ogólnopolskiego Komitetu Grunwaldzkiego. Do końca życia był aktywnym członkiem Zarządu Wojewódzkiego Polskiego Stronnictwa Ludowego w województwie warmińsko-mazurskim.
Pochowany na cmentarzu komunalnym w Olsztynie.

## Odznaczenia
- Krzyż Komandorski, Oficerski i Kawalerski Orderu Odrodzenia Polski
- Złoty Krzyż Zasługi
- Medal 30-lecia i 40-lecia Polski Ludowej
- Złoty Znak Związku Ochotniczych Straży Pożarnych Rzeczypospolitej Polskiej
- Złoty, Srebrny i Brązowy Medal „Za zasługi dla obronności kraju”
- Złote Odznaczenie im. Janka Krasickiego (dwukrotnie)
- Złoty i Srebrny Medal „Za zasługi dla LOK”
- Srebrny i Brązowy Medal „Za zasługi w obronie porządku publicznego”
- Srebrny Medal „Za zasługi dla ZSMP”
- Złota Odznaka Polskiego Związku Niewidomych i Polskiego Związku Głuchych
- Odznaka „Zasłużony Działacz Kultury”
- Odznaka „Zasłużony dla Warmii i Mazur”
- Złota Odznaka „Zasłużony Działacz Turystyki”
- Złote Odznaki ZMW, LZS, TSŚ i TKKŚ